# Wildbad Innichen

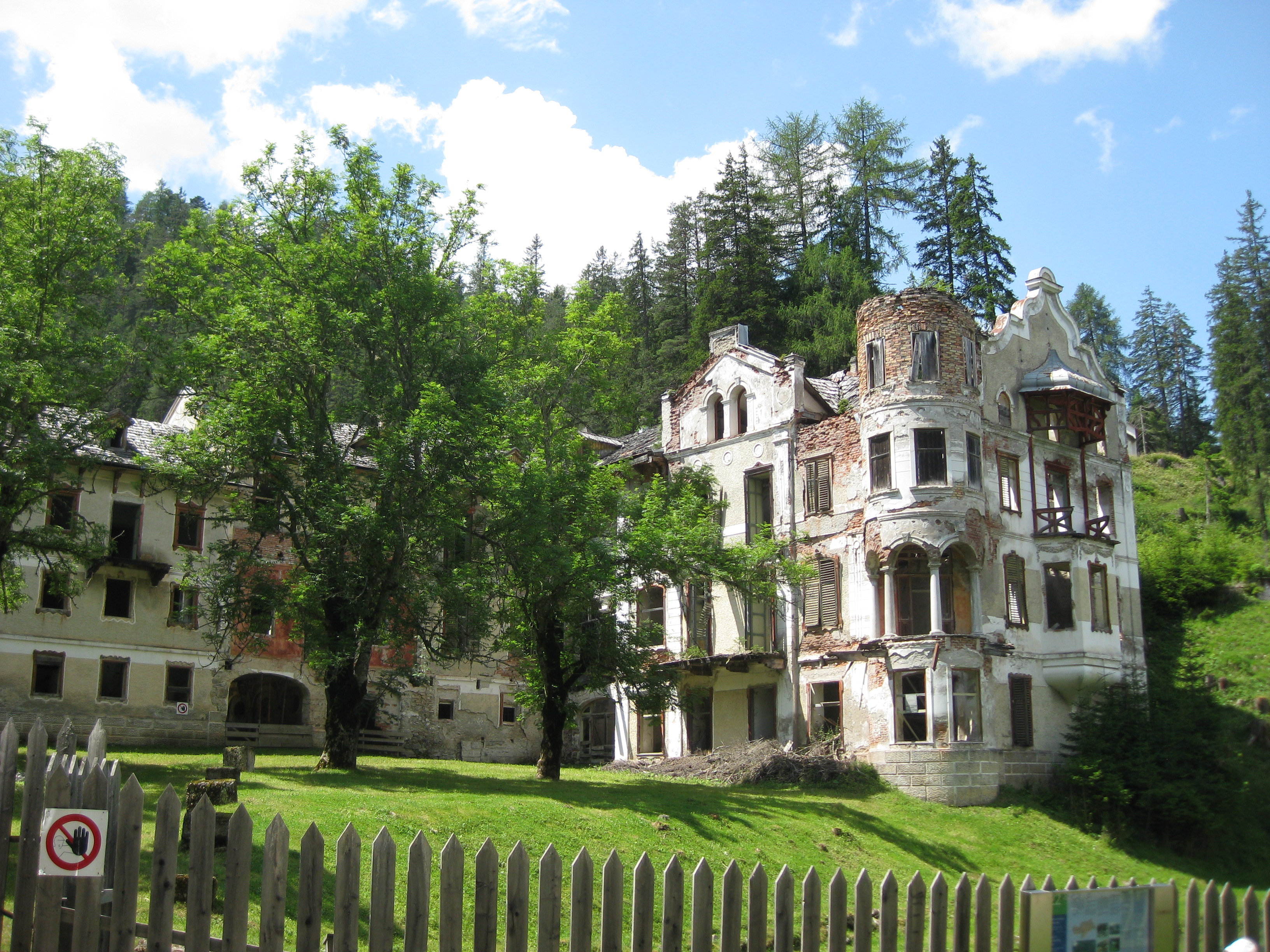
Die Ruine des Wildbades Innichen 2013

Die Ruine des Wildbades Innichen (ital.: Bagni di San Candido) liegt in Südtirol zwischen Innichen und Sexten auf 1.336 Metern über dem Meeresspiegel.
Im Jahre 1586 wurde das Wildbad erstmals urkundlich erwähnt, jedoch reicht seine Geschichte bis in die Zeit der Römer zurück, was durch Ausgrabungen von Münzen und Amphoren belegt wurde. Das heute nur noch als Ruine bestehende Kurhotel wurde im Jahre 1856 durch den ungarischen Arzt Dr. Johann Graf Scheiber erbaut (später von seiner Tochter und deren Mann, Graf Bercker erweitert). Im Ersten Weltkrieg wurde das Wildbad teilweise zerstört und ist seither dem Verfall überlassen.
Neben der Ruine befinden sich fünf Heilwasser-Quellen: Kaiserwasser, Lavaredo, Schwefelquelle, Eisenquelle und Candida, die teilweise kommerziell genutzt werden (Kaiserwasser GmbH).
Auf einer Anhöhe über den Quellen liegt die Kapelle St. Salvator, die 1591 vom Stiftsdekan Hieronymus Schüssier erbaut wurde. Am Flügelaltar, der ebenfalls aus dieser Zeit stammt, befindet sich die älteste bildliche Darstellung des Wildbades. Er steht mittlerweile aber in der Stiftskirche Innichen. Sowohl das Wildbad als auch die Kapelle gehören zu den denkmalgeschützten Bauten in Innichen.